# Til jord skal du blive
|  | Denne artikel er oprettet af botten PalnaBot ud fra en ekstern database. Den kan derfor have sproglige fejl eller mangler. Denne skabelon kan fjernes efter kontrol af indholdet. |

Til jord skal du blive er en film instrueret af Bror Bernild efter manuskript af Bror Bernild.

## Handling
Indlæg i debatten om hvilken begravelsesform, der er mest i harmoni med både den dødes og de efterladtes virkelige ønsker - jordbegravelse eller ligbrænding, gravsted eller ukendt fællesgrav. Titlen er et citat fra et digt af Halfdan Rasmussen, der også udgør en væsentlig del af lydsiden.